# キャデラック・DTS
DTSは、GMが製造、キャデラックブランドで販売していた自動車である。

## 概要
エンジンはV型8気筒 4.6L ノーススターエンジンを搭載し、4速ハイドラマチックトランスミッションが組み合わせられる。トランスミッションはフロアタイプ以外にオプションとしてコラムタイプも選択が出来たが、コラムタイプにおいては2009年に廃止された。また、駆動方式はFFとなる。
グレード構成は標準車のほか「ラグジュアリー」及び「パフォーマンス」・「プラチナム」グレードが用意され、搭載エンジンのチューニングに関しては、標準車とラグジュアリーは出力重視に対して、パフォーマンスには出力・トルクともに向上された物を使用している。またプラチナムでは、標準車もしくはパフォーマンスいずれかの物の選択が可能である。
- 2005年1月20日 - ジョージ・W・ブッシュの2期目の大統領就任式において、専用車両を初公開。
  - 2月9日 - シカゴオートショーにおいて生産モデルを発表。プラットフォームは、GM Kプラットフォームを採用した。その後、2006年モデルとしてGMのフラッグシップモデル、ドゥビルDTS（DHSは廃止）のマイナーチェンジ車として発売。生産はミシガン州のデトロイト・ハムトラミック組立工場で行われる。
- 2006年6月17日 - 日本で発売された。標準車をベースにナビゲーション等を備えたグレードでトランスミッションはコラムからフロアに変更された。2008年1月18日に最上位グレードのプラチナム（エンジンはパフォーマンスグレードよりもやや向上された物を使用）に変更されたものの、2009年2月7日に発売された2009年モデルを最後に販売終了されることが決定された。これら日本だけでなく、アメリカやカナダ・中近東（北米地域では2010年以降に登場する予定のSTSとの統合モデルが発売されるまで販売は継続される）でも販売が終了されることに伴う処置である。これにより、デビル・セビル・エルドラド以降から続けられてきたキャデラックのFFサルーンが一旦姿を消したが、2012年にはDTSとSTSの統合車種としてXTSが登場し復活した。
- 2007年12月14日 - ヤナセの子会社である「ヤナセグローバルモーターズ」が特注モデルとして、「DTSリムジン」が導入された。FFベースのリムジンとしては、三菱自動車の「ディグニティ」（初代）以来である。但し保障制度は、輸入元である「GMアジア・バシフィク・ジャパン」の「CADILLAC ASSIST 24」・「CADILLAC PREMIUM CARE」の対象外である。

後継モデルはキャデラック・XTS。

## 車名の由来
「DTS」はドゥビル・ツーリング・セダン (DeVille Touring Sedan) の略。